# 圓腹奇非鯽
圓腹奇非鯽，為輻鰭魚綱鱸形目隆頭魚亞目慈鯛科的其中一種，分布於非洲尚比亞Nkumbula島流域，為特有種，體長可達5.3公分，棲息在底層水域，成群活動，以橈腳類為食，生活習性不明。

## 擴展閱讀
維基物種上的相關：圓腹奇非鯽